# Warung

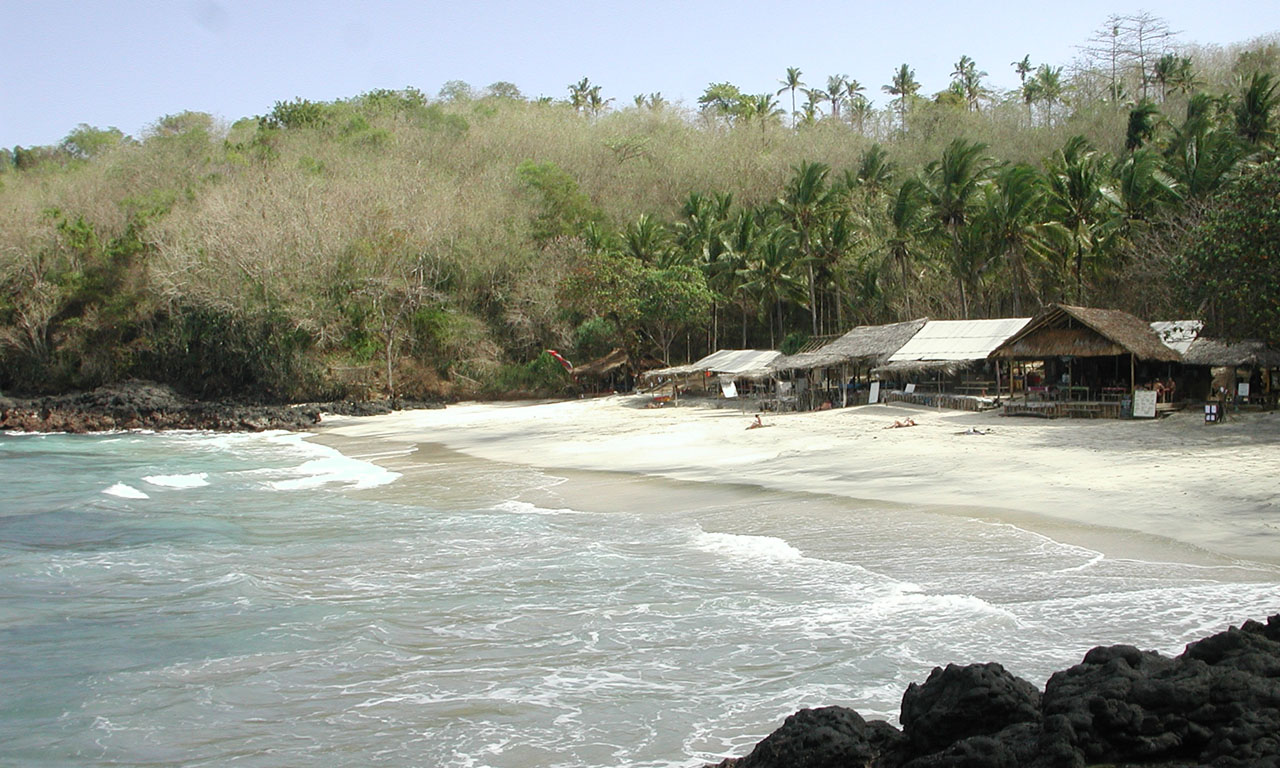
Warungs en la playa de arena blanca de Padangbai.

Un warung es un tipo de negocio propiedad de una familia pequeña - a menudo un restaurante - en Indonesia.